# Augulo di Viviers
Augulo, noto anche come Aulo o Avolo, (... – Viviers, VII secolo), è stato vescovo di Viviers nella prima metà del VII secolo, venerato come santo dalla Chiesa cattolica.

## Biografia
Scarne sono le notizie su questo santo vescovo di Viviers, nell'Ardèche. Il più antico catalogo dei vescovi di Viviers, contenuto in un documento della metà del X secolo, attribuito al vescovo Tommaso II e chiamato con il nome di Charta vetus, menziona il vescovo Aulus al 9º posto, preceduto dai santi vescovi Melanio, Firmino e Eucherio, e seguito da altri due santi vescovi, Eumachio e Longino. Il suo episcopato è da collocarsi all'incirca nella prima metà del VII secolo.
Nulla si conosce della vita di Aulo. Un falsario del XVIII secolo, Polycarpe de la Rivière, costruì un documento spurio, secondo il quale Aulo (chiamato Avolus) sarebbe stato un martire, morto nel IV secolo, ucciso dai barbari. Questo indusse eruditi locali ad introdurre nella cronotassi di Viviers un vescovo Avolo al IV secolo, sdoppiando in questo modo la figura del medesimo vescovo.
Una tradizione locale riferisce che Aulo era figlio di Melanio, suo predecessore sulla cattedra di Viviers, e a lui si attribuiva la fondazione del primo ospedale nella città episcopale.
Un Martyrologium Vivariensis ecclesiae, datato al XV secolo, celebrava assieme il 29 marzo i santi vescovi Firmino, Aulo, Eumaco e Longino. Le reliquie di Aulo erano conservate nella cattedrale di Viviers fino al XVI secolo, quando furono disperse dai Calvinisti.
Nel nuovo Martirologio Romano, riformato a norma dei decreti del Concilio Vaticano II, è stato inserito solamente il nome di Sant'Aulo, chiamato Áugulo, ricordato al 30 aprile con queste parole:
(Martirologio Romano. Riformato a norma dei decreti del Concilio ecumenico Vaticano II e promulgato da papa Giovanni Paolo II, Città del Vaticano, Libreria editrice vaticana, 2004, p. 364)